# Amt Ostufer Schweriner See
Das ehemalige Amt Ostufer Schweriner See lag im Norden des Landkreises Ludwigslust-Parchim in Mecklenburg-Vorpommern (Deutschland). In diesem Amt waren bis 2013 sieben Gemeinden zur Erledigung ihrer Verwaltungsgeschäfte zusammengeschlossen. Der Verwaltungssitz befand sich im Ortsteil Rampe der Gemeinde Leezen. Durch eine Fusion mit den bisherigen Ämtern Banzkow und Crivitz ging das Amt Ostufer Schweriner See am 1. Januar 2014 im neu gebildeten Amt Crivitz auf.
Am 28. März 1992 wurde das Amt Ostufer Schweriner See mit den fünf Gemeinden Cambs, Gneven, Godern, Langen Brütz, Leezen, Retgendorf und Rubow gebildet. Die Gemeinden Pinnow und Raben Steinfeld kamen am 12. Oktober 1992 hinzu. Am 14. Juni 2004 fusionierten die amtsangehörigen, bis dahin selbständigen Gemeinden Retgendorf und Rubow zur Gemeinde Dobin am See. Zum 1. Januar 2012 wurde Godern nach Pinnow eingemeindet.
Das Amtsgebiet erstreckte sich vom Ufer des Schweriner Sees über die östlich des Sees verlaufende Endmoräne bis über den Oberlauf der Warnow. Im Nordwesten und Südwesten grenzte das Amtsgebiet direkt an die Landeshauptstadt Schwerin, im Norden an den Landkreis Nordwestmecklenburg. Es entsprach – mit Abweichungen an der Ostgrenze – dem historischen, im 12. Jahrhundert bei der Eroberung des Obotritenlandes vorgefundenen Land Silesen. Der Cambser See und der Pinnower See waren die größten der zahlreichen Seen im Amt. Die höchste Erhebung war der Homberg mit 98,7 m ü. NHN.
Neben der Landwirtschaft spielte insbesondere der Tourismus am Schweriner See eine zunehmende Rolle. Die Nähe zur Landeshauptstadt machte viele Gemeinden im Amt als Wohnplatz im Grünen attraktiv.
Durch das Amt Ostufer Schweriner See führten die Bundesstraße 104 (von Schwerin nach Güstrow) und die Bundesstraße 321 (von Parchim nach Schwerin). Die Bundesautobahn 14 durchquerte das Amtsgebiet von Nord nach Süd. Bahnlinien von und nach Schwerin führten am Amt vorbei.

## Die Gemeinden mit ihren Ortsteilen
- Cambs mit Ahrensboek, Brahlstorf, Karnin, Kleefeld und Siedlung Kleefeld
- Dobin am See mit Alt Schlagsdorf, Buchholz, Flessenow, Liessow, Rautenhof, Neu Schlagsdorf, Retgendorf und Rubow
- Gneven mit Vorbeck
- Langen Brütz mit Kritzow
- Leezen mit Görslow, Görslow Siedlung, Panstorf, Rampe und Zittow
- Pinnow mit Godern, Neu Godern und Petersberg
- Raben Steinfeld